# Vuohisaari (ö i Norra Savolax, Nordöstra Savolax, lat 63,02, long 28,68)
Vuohisaari är en ö i Finland. Den ligger i sjön Vihtajärvi och i kommunen Kaavi i den ekonomiska regionen  Nordöstra Savolax ekonomiska region  och landskapet Norra Savolax, i den centrala delen av landet, 400 km nordost om huvudstaden Helsingfors. Öns största längd är 450 meter i öst-västlig riktning.